# Forbol
Forbol je prirodno biljno organsko jedinjenje. On je član tiglijanske familije diterpena. Forbol je prvi put izolovan 1934. kao produkt hidrolize krotonskog ulja, koje se dobija iz semena biljke Croton tiglium. Struktura forbola je određena 1967. On je veoma rastvoran u većini polarnih organskih rastvarača, kao i u vodi.
Razni estri forbola imaju značajna biološka svojstva, kao što je sposobnost da deluju kao tumorni promoteri putem aktivacije proteinske kinaze C. Oni oponašaju diacilglicerole, glicerolne derivate kod kojih su dve hidroksilne grupe reagovale sa masnim kiselinama da formiraju estre. Najčešći forbolni estar je 12-O-tetradekanoilforbol-13-acetat (TPA), koji se naziva i forbol-12-miristat-13-acetat (PMA). On se koristi u biomedicinskim istraživanjima kao oruđe u modelima karcinogeneze. PMA, zajedno sa jonomicinom, se takođe može koristiti za stimulisanje aktivacije T-ćelija, proliferacije, i produkcije citokina. On se koristi u protokolima za intraćelijsko bojenje citokina.

## Spoljašnje veze
- Phorbols на 